# Вічне літо (телесеріал)
«Вічне літо» (англ. Summerland) — американський драматичний телесеріал, створений Стівеном Толкіним і Лорі Локлін. У центрі — 30-річна дизайнерка одягу Ава Грегорі), яка виховує племінницю та племінників після того, як їхні батьки гинуть у трагічній аварії. Вони живуть із трьома друзями Ави, які також допомагають виховувати дітей у вигаданому місті Плайя-Лінда, Каліфорнія.
Прем'єра телесеріалу відбулася 1 червня 2004 року на The WB. Загалом серіал складався з 26 епізодів протягом двох сезонів. Його закриття було оголошено 15 травня 2005, а останній епізод вийшов в ефір 18 липня 2005. Саундтрек був випущений 19 березня 2005, і телесеріал транслювався в багатьох країнах світу.

## Сюжет
Серіал розповідає про модельєра Аву Грегорі, її сусідів по дому та племінників, які вчаться справлятися з подією, яка змінила життя, і один з одним. Після смерті батьків Брейдін, Ніккі, і Деррік Вестерлі залишають свій дім у Канзасі, щоб жити зі своєю тіткою Авою в Плайя Лінда, Каліфорнія. Вони живуть із трьома іншими товаришами по дому: Джонні Дюрантом, колишнім хлопцем Ави; Сюзанна Рексфорд, найкраща подруга та діловий партнер Ави; і Джей Робертсон, австралійський серфінгіст, який володіє місцевим магазином для серфінгу. Серіал розповідає про труднощі, з якими стикаються ці друзі та родина, адаптуючись до нового спільного життя. Джей зав’язує стосунки з Ерікою Сполдінг, яка стає інструктором з серфінгу Брейдіна. Кемерон Бейл — хлопець і однокласник Ніккі.

## Актори та персонажі
Телесеріал спочатку мав головний склад з восьми персонажів. У другому сезоні, після появи постійним учасником у першому сезоні, Зак Ефрон був доданий до основного складу. Таким чином загальна кількість головних героїв зросла до дев'яти.

### Головний склад
- Ава Грегорі (Лорі Локлін) — жінка, якій близько 30, яка виховує племінників Брейдіна, Ніккі та Дерріка Вестерлі після трагічної смерті їхніх батьків. Вона живе в будинку на пляжі з дітьми, своїм бойфрендом Джонні, найкращою подругою Сюзанною та ще одним близьким другом Джеєм. Ава веде дуже бурхливе життя, а також стикається зі стресовим завданням виховання трьох дітей, які всі спустошені втратою своїх батьків і по-різному переживають цю втрату.
- Джонні Дюрант (Шон Крістіан) — колишній хлопець Ави, який все ще залишається її сусідом по кімнаті до 2 сезону. Він чудово ладнає з дітьми та відкриває власний ресторан. Незважаючи на те, що він це приховує, він все ще відчайдушно закоханий у Аву.
- Сюзанна Рексфорд (Меррін Дангі) — найкраща подруга, діловий партнер і сусідка по кімнаті Ави.
- Джей Робертсон (Раян Квонтен) — австралієць, який живе з Авою в Плайя Лінда і є «старшим братом» дітей. Він зустрічався з Ерікою, незважаючи на свою сумнозвісну поведінку як плейбоя.
- Брейдін Вестерлі (Джессі Маккартні) — старший із трьох дітей. Він переживає втрату батьків, пиячить, втягується в наркотики і заробляє репутацію дикої дитини. Він також винятковий серфер, і йому пропонують спонсорство багато великих компаній, але його особисті проблеми, здається, стають на шляху неодноразово.
- Еріка Сполдінг (Тейлор Коул) — дівчина Джея. Вона допомагає тренувати Брейдіна. Вона йде, щоб піклуватися про матір, але повертається і починає зустрічатися з Брейдіном.
- Ніколь «Ніккі» Вестерлі (Кей Панабейкер) — надзвичайно розумна дитина. Спочатку вона намагалася взяти на себе роль «матері», але зрештою прижилася і знайшла багато друзів, включаючи Кемерона, який згодом став її бойфрендом.
- Деррік Вестерлі (Нік Бенсон) — молодша дитина. Незважаючи на те, що він дуже близький зі своєю тіткою Авою, він не може пережити втрату батьків у такому молодому віці.
- Кемерон Бейл (Зак Ефрон) — найкращий друг і постійний хлопець Ніккі. Він живе зі своїм проблемним, розлученим батьком-алкоголіком (зображення Томаса Гоуелла)

### Повторювані персонажі
- Сара Борден (Сара Пекстон) – проблемний підліток із пристрастю до трави та проблемами з патологічною брехнею. Вона стає дівчиною Брейдіна і змушує його вживати наркотики та займатися сексом. Згодом батьки Сари відправляють її на реабілітацію.
- Мона (Кармен Електра) – партнерка Джонні, яка інвестує в бар з ним і зрештою просить його переїхати до неї. Однак у трагічній автомобільній аварії Мона гине, внаслідок чого Джонні розбивається серце. Він змінює назву свого бару на «Пісочна коса Мони» на згадку про Мону, яка перед смертю передала свою частку власності Джонні
- Каллі (Даніель Савре) — дівчина із Середнього Заходу, яка стає однією з подружок Брейдіна та допомагає йому оговтатися від стосунків із Сарою.
- Ембер (Шеллі Бакнер) — найкраща подруга Ніккі, колишня найкраща подруга Керрі та колишня дівчина Кемерона. Спочатку Ембер і Ніккі не ладнали, але згодом вони відклали свої розбіжності вбік і стали друзями. Колись Ембер була найпопулярнішою дівчиною в школі.
- Кріс (Тайлер Патрік Джонс і Коул Петерсен) – найкращий друг Дерріка і також часто грає з Брейдіном.
- Саймон О'Кіф (Джей Гаррінгтон) — директор середньої школи Плайя-Лінда для Ніккі. Вони з Авою йдуть на перше побачення після того, як познайомилися в школі Ніккі, і незабаром вони глибоко закохуються одне в одного. У фіналі 1 сезону Ава просить Саймона одружитися з нею, але у 2 сезоні Саймон відміняє весілля, оскільки знає, що Ава та Джонні все ще відчувають глибокі почуття одне до одного.
- Керрі (Логан Браунінг) — колишня найкраща подруга Ембер. Вона особливо зла до Ніккі навіть після того, як вони з Ембер стали друзями, і часто змушує Ніккі потрапляти в незручні ситуації. Керрі ревнує Ніккі до дружби з Ембер. Вона з'являється у 2 сезоні, балотуючись за президента класу проти Кемерон.

## Список сезонів
| Сезон | Епізоди | Епізоди | Оригінальний показ | Оригінальний показ |
| Сезон | Епізоди | Епізоди | Перший показ       | Останній показ     |
| ----- | ------- | ------- | ------------------ | ------------------ |
| 1     | 13      | 13      | 1 червня 2004      | 17 серпня 2004     |
| 2     | 13      | 13      | 28 лютого 2005     | 18 липня 2005      |

## Виробництво
Кожен епізод шоу містить кілька пісень від різних виконавців на додаток до оригінальної музики. Музика зазвичай використовується як фоновий елемент і не є дієгетичною, хоча іноді музика походить з дієтичного джерела. У другому сезоні епізоду «Where There's a Will, There's Wave» Крісті Карлсон Романо грає роль вигаданої поп-зірки та виконує свою пісню «Dive In».
Інші артисти, які почули в шоу, включають The Beach Boys, The Penguins, Howie Day, Джон Меєр, Раян Адамс, Blink-182, Maroon 5 і Lifehouse.
15 травня 2005 року WB оприлюднив ранню інформацію про їхній сезон 2005–2006. Телесеріал разом із вісьмома іншими шоу були закриті. Джессі Маккартні відповів на скасування в інтерв’ю, сказавши, що шоу «було в божевільний проміжок часу, і … у сценаристів були проблеми, і це було просто погане рішення».
Серіал був транслювався на канал The N і Universal HD у Сполучених Штатах. Він також транслювався за кордоном на Network 10  в Австралії, Living у Великій Британії та Ірландії, TV2 у Норвегії, M6 у Франції та на MBC 4 на Близькому Сході . В Іспанії Summerland (який зберіг свою англомовну назву) використовувався як наповнювач протягом літніх місяців. У липні 2008 року Telecinco знову випустив усі епізоди в проміжок часу о 9:00, у той самий проміжок часу, у якому вони виходили в ефір влітку 2007 року. У 2013 році вони також виходили в ефір на 5 каналі Швеції, kanal5, але лише у вихідні дні в ранці.